# Прилукский округ
Прилукский округ (укр. Прилуцька округа) — единица административного деления Украинской ССР, существовавшая с апреля 1923 по июль 1930 года. Административный центр — город Прилуки.
Образован в 1923 году в составе Полтавской губернии. Территорию округа составили 14 волостей Прилукского уезда, 12 волостей Пирятинского уезда, 2 волости Лохвицкого уезда и 3 волости Переяславского уезда.
Первоначально в состав округа входили 12 районов: Березоворудский, Варвинский, Иваницкий, Лихновский, Малодевицкий, Пирятинский, Прилуцкий, Сребнянский, Туровский, Харьковецкий, Яблуновский и Яготинский.
Постановлением Всеукраинского ЦИК от 3 июня 1925 года губернии в Украинской ССР были упразднены и округ перешёл в прямое подчинение Украинской ССР. Одновременно в связи с ликвидацией Золотоношского округа из него в Прилукский округ были переданы Драбовский и Ковалевский районы. При этом Лихновский район был передан из Прилукского округа в Киевский округ.
В 1926 году Ковалевский район был переименован в Бырловский. В 1928 году был упразднён Харьковецкий район.
Округ упразднён в июле 1930, как и большинство округов СССР. Районы переданы в прямое подчинение Украинской ССР.
По данным переписи 1926 года численность населения составляла 509,8 тыс. чел. В том числе украинцы — 95,7 %; евреи — 3,0 %.